# 莫里讷
莫里讷（法語：Maurines，法語發音：[moʁin]）是法国康塔尔省的一个市镇，属于圣弗卢尔区。

## 地理
莫里讷（44°52'14"N, 3°5'8"E）面积14.29 平方千米，位于法国奥弗涅-罗讷-阿尔卑斯大区康塔爾省，该省份为法国中南部省份，位于法國中央高原中心，北起科雷兹省、上盧瓦爾省和多姆山省，西接洛特省和科雷兹省，南至阿韦龙省和洛特省，东临上盧瓦爾省和洛泽尔省。
与莫里讷接壤的市镇（或旧市镇、城区）包括：昂泰里约、绍德赛格、弗里德丰、圣马夏尔、阿尔巴雷勒孔塔勒、阿尔藏克达普谢。

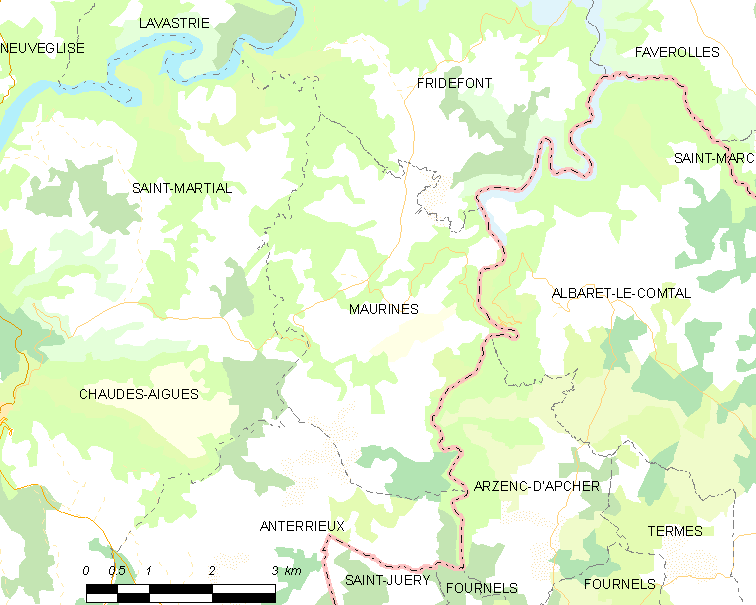
莫里讷的OSM定位图

莫里讷的时区为UTC+01:00、UTC+02:00（夏令时）。

## 行政
莫里讷的邮政编码为15110，INSEE市镇编码为15121。

## 政治
莫里讷所属的省级选区为特吕耶尔河畔讷韦格利斯县。

## 人口

1962-2008年间莫里讷人口变化图示

莫里讷于2022年1月1日时的人口数量为104人。